# Сменовский сельсовет (Загорский район)
Сменовский сельсовет — упразднённая административно-территориальная единица, существовавшая на территории Московской губернии и Московской области в 1927—1939 годах.
Дерюзинский сельсовет был образован в 1927 году в составе Шараповской волости Сергиевского уезда Московской губернии путём выделения из Назарьевского с/с.
В 1929 году Дерюзинский с/с был отнесён к Сергиевскому (с 1930 — Загорскому) району Московского округа Московской области. При этом он был переименован в Сменовский сельсовет.
17 июля 1939 года Сменовский с/с был упразднён. При этом все его населённые пункты (Бобошино, Дерюзино и Ильинки) были переданы в Козицынский с/с.